# Hjertebladet el
Hjertebladet el (Alnus cordata) er et middelstort træ med en tæt og ægformet krone. 
Stammen er ret og gennemgående lige til toppen. Nær rodhalsen ses ofte en fortykning af stammen. De unge grene er opstigende, mens de ældre er mere overhængende. Barken er først mørkebrun med lysere underside, senere bliver den lysegrå, og til sidst er den grå og svagt furet. 
Knopperne er spredte og stilkede, bleggrønne med brune spætninger. Bladene er ægformede med en kort spids og savtakket rand. Oversiden er blank og mørkegrøn, mens undersiden er lysegrøn med totter af orangerøde hår ved nervevinklerne. Løvspringet er meget tidligt, og løvfaldet sker først hen i november. 
Hanlige og hunlige blomster sidder i hver sine rakler. "Koglerne" er store og ægformede. Frøene kan af og til modne i Danmark. De spirer i så fald godt.
Rodnettet er hjerteformet, men fladt udbredt og tæt forgrenet. Som alle El kan også denne forsyne sig med kvælstof ved hjælp af tråddannende bakterier (Frankia sp.), som den huser i knolde på rødderne.

Højde x bredde og årlig tilvækst: 15 x 8 m (30 x 15 cm/år). 

## Voksested
Hjertebladet el gror i blandede løvskove på tør bund i Sydøsteuropa og i det sydlige Italien og på Kreta. Som andre elle-træer, trives hjertebladet el i vandlidende jord, vådbund og endda sump året rundt. Naboer er f.eks. bøg, buksbom, alm. jordbærtræ, alm. julerose, duneg, mannaask, rød kornel, stilkeg og vedbendbladet alpeviol.

## Anvendelse
Træet vokser på Korsika og i Syditalien, men det trives fint under danske forhold, og har vist sig meget egnet som bytræ. Træet tåler beskæring, og dets evne til at opsamle kvælstof fra luften gør det til et meget nøjsomt træ.